# 9758 Dainty
9758 Dainty este un asteroid din centura principală de asteroizi.

## Descriere
9758 Dainty este un asteroid din centura principală de asteroizi. A fost descoperit pe 13 aprilie 1991 la Siding Spring de Duncan I. Steel. Asteroidul prezintă o orbită caracterizată de o semiaxă mare de 2,75 ua, o excentricitate de 0,22 și o înclinație de 7,5° în raport cu ecliptica.